# Villiers-sur-Marne
Villiers-sur-Marne là một xã ở ngoại ô phía Đông của Paris, Pháp. Nó nằm cách 14,8 km (9,2 mi) tình từ trung tâm của Paris.